# 图雅的婚事
《图雅的婚事》（英語：Tuya's Marriage）是中国导演王全安执导的第四部影片，除女主演余男外，其他演员都是非职业演员。该片获得2007年柏林国际电影节最高奖项「金熊奖」。电影主要讲述内蒙古阿拉善盟的蒙古族妇女图雅带着残疾的前夫准备再婚的故事。2005年10月，在内蒙古阿拉善左旗巴彦浩特镇巴彦笋布尔嘎查开机。大部分场景都在贺兰山西麓阿拉善戈壁草原上拍摄。

## 情节
个性倔强的蒙古族妇女图雅在放牧途中救回酒醉而冻僵在荒野的邻居森格。森格的老婆嫌贫爱富，和别人跑了。图雅和残疾丈夫巴特尔及一双儿女生活在一片牧场上，周围没有水源，巴特尔就是打井时砸断腿的。图雅一个人难以维持这个家庭，终于和巴特尔离婚，想再嫁一个男人，并和这个男人一起照料巴特尔、孩子、牲畜和几十平方里干旱牧场。但前来求婚的男人都不愿意接受巴特尔。
打石油赚了钱的中学同学宝力尔来向图雅求婚，他把巴特尔安排在高级的福利院里住，然后带图雅和孩子到城里生活。头一次离开草原的巴特尔难以忍受对图雅跟孩子的强烈思念，割腕自杀。森格救活了巴特尔，并痛打了试图把这个情况隐瞒的宝力尔。图雅带着巴特尔和孩子又回到干旱缺水的草原牧场。
森格要在图雅家门口打一口井，并叫图雅嫁给他，他愿意和图雅、巴特尔还有孩子们在牧场一起生活。在森格和自己的老婆离婚之后，图雅最终接受了森格的求婚。然而，巴特尔和森格却因为小事在喜庆的婚礼宴席上打了起来，倔强的图雅终于哭了......

## 演員表
| 演员   | 角色   | 简介                 |
| ------ | ------ | -------------------- |
| 余男   | 图雅   | 个性倔强的蒙古族妇女 |
| 巴特尔 | 巴特尔 | 图雅的失能丈夫       |
| 森格   | 森格   | 图雅的邻居           |
| 扎亚   | 扎亚   | 图雅的兒子           |
| 任婷婷 | 宝娆   | 图雅的女兒           |
| 宝力尔 | 宝力尔 | 图雅的中学同学       |